# Грифид ап Давид ап Тидир
Гри́фид ап Да́вид ап Ти́дир (валл. Gruffudd ap Dafydd ap Tudur) (расцвет творчества — ок. 1300 года) — валлийский поэт, живший в конце XIII века. Хронологически его время жизни и творчества приходится на переходный период между эпохой «Поэтов принцев» (Beirdd y Tywysogion) и «Поэтов благородных» (Beirdd yr Uchelwyr).

## Биография
Всё, что известно об этом поэте, можно узнать из его стихов. В них он говорит, что его землёй был Англси, но также упоминает в этом качестве Карнарвоншир, помещая свой дом «над Кайрхином», римской крепостью на западном берегу Конуи. Действие одного из его произведений разворачивается в Абергвингрегине (кантрев Арллехвед, ныне северо-восток области Гуинет). Существуют указания и на то, что он странствовал в диоцезе Лланэлуи и в Денбишире.
То, что в его стихах упоминается «графство Арвонской крепости», то есть Карнарвоншир, показывает, что эти произведения были созданы после 1284 года (когда появилось это графство). В другом произведении сказано, что «[правлению] короля шёл 11-й год» (unfed flwyddyn ar ddeg oedd y brenin): королём может быть Эдуард I (11-й год его правления — 1283-й) или Эдуард II (тогда речь идёт о 1318 годе). В стихах упоминается Лливелин ап Грифид: Грифид называет его «господином, которого я потерял» (naf a gollais), что возможно, показывает, что Грифид был придворным поэтом этого правителя. Существенно, что одно из стихотворений Грифида адресовано неизвестной девушке, живущей в Абергвингрегине, где располагалась одна из резиденций Лливелина.

## Стихи
Сохранилось всего пять стихотворений, приписываемых Грифиду ап Давиду ап Тидиру, но можно уверенно утверждать, что их больше. В большинстве своём это любовная лирика, за исключением одного религиозного стихотворения в размере аудл, посвященного святому Кедигу. В одном из стихотворений Грифид просит поклон у человека по имени Хивел, как-то связанного с Лланэлуи; это один из ранних примеров жанра «просительной песни» (cerdd gofyn). Оставшиеся три стихотворения — любовные. Одно из них написано в благодарность возлюбленной поэта, которая подарила ему свой пояс. Второе — жалоба «немой деве» (merch fud), которая отказывается выслушать поэта. Наконец, в третьем стихотворении Грифид признаётся в любви девушке из Абергвингрегина. Оно написано в форме диалога девушки и поэта. Это стихотворение особенно интересно упоминанием Лливелина Последнего в «прекрасном городе Абер[гвингрегин]е» в «главном коммоте Верхнего Арллехведа»: Грифид называет его «правителем, которого я потерял».